# Landshut–Plattling-vasútvonal
A Landshut–Plattling-vasútvonal egy normál nyomtávolságú, egyvágányú 15 kV, 16,7 Hz-cel villamosított vasútvonal Németországban Landshut és Plattling között. A vasútvonal hossza 62,9 km, engedélyezett sebesség 140 km/h. A vonal folytatása a Plattling–Bayerisch Eisenstein-vasútvonal Csehország felé.